# Конвой «Вевак-Голландія № 3»
Конвой «Вевак-Голландія № 3» — японський конвой часів Другої світової війни, проведення якого відбувалось у листопаді 1943-го.
Вихідним пунктом конвою став Палау — важливий транспортний хаб на заході Каролінських островів. Метою операції було постачання баз на північному узбережжі Нової Гвінеї в Голландії (наразі Джаяпура) та Веваку (тут перебував головний японський гарнізон на острові), при цьому розвантаження відбувалось у Голландії, тоді як подальшу доставку до Веваку здійснювали малими вантажними суднами.
Охорону конвою, який вийшов з порту 12 листопада 1943-го, забезпечував мінний загороджувач «Ширатака». 15 листопада загін прибув до Голландії, а 18 листопада рушив назад.
Вранці 22 листопада на підході до Палау американський підводний човен USS Tinosa торпедував та потопив транспорти «Кісо-Мару» та «Ямато-Мару». Японці контратакували глибинними бомбами та завдали певних пошкоджень Tinosa, проте цей човен зміг продовжувати похід. Тієї ж доби «Ширатака» прибув на Палау.